# Lammisten

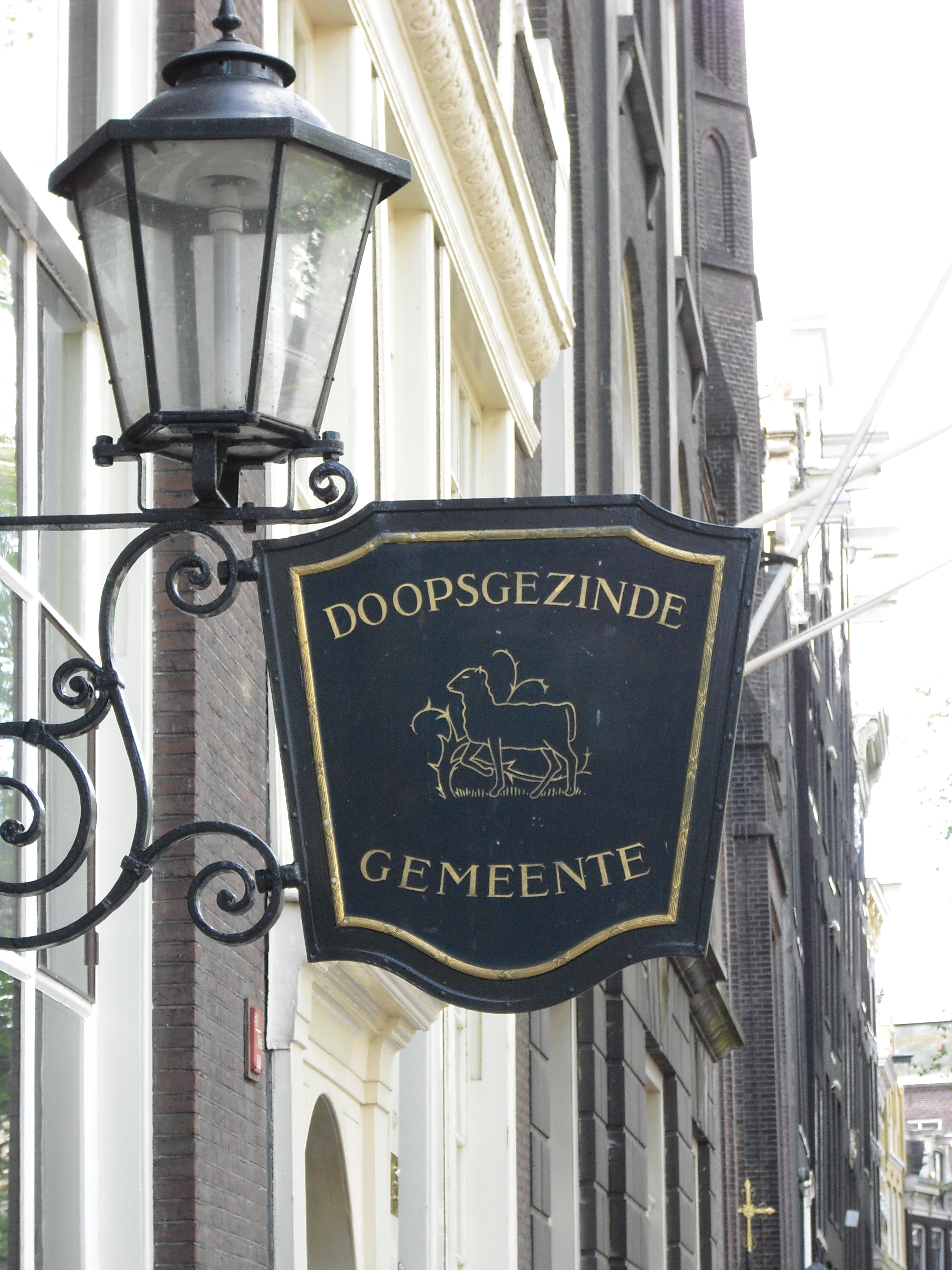
Schild an der Amsterdamer Singelkerk (früher auch Kerk bij 't Lam) mit dem Zeichen des Lammes

Die Lammisten oder Remonstrantische Taufgesinnte (auch Galenisten) waren eine Gruppierung innerhalb der niederländischen und norddeutschen Mennoniten im 17. und 18. Jahrhundert.
Die Entstehung der Lammisten geht zurück auf einen Konflikt über den Stellenwert des christlichen Bekenntnisses, der Mitte des 17. Jahrhunderts die Amsterdamer Mennonitengemeinde spaltete (Lämmerkrieg). Unter dem Prediger Galenus Abraham de Haen öffnete sich die Amsterdamer Gemeinde damals immer stärker den Ideen des aufkommenden Rationalismus, was im Juni 1664 letztlich zu einem Schisma innerhalb der Gemeinde führte. Der konservativere und dem Calvinismus aufgeschlossenere Teil verließ unter der Führung des Predigers Samuel Apostool die Gemeinde und begründete die Gruppierung der Sonnisten. Die etwa 1.500 in der Gemeinde verbliebenen Gemeindeglieder  nannten sich nach ihrem Zeichen, dem Lamm, Lammisten. Zum Teil wurden sie auch Remonstrantische Taufgesinnte oder direkt nach Galenus Galenisten genannt. Wie die aus der Reformierten Kirche ausgeschlossenen Remonstranten vertraten diese unter anderem das Konzept des freien Willens und lehnten feste Glaubensbekenntnisse ab. Die Festlegung auf ein von Menschen gemachtes Glaubensbekenntnis sollte den Weg des Glaubenden zu Jesus Christus nicht verbauen. Zum kleinen Teil fanden sich auch spiritualistische und deistische Ideen.
Das Schisma der Amsterdamer Mennoniten wirkte sich bald auch auf andere niederländische und norddeutsche Mennonitengemeinden aus und überdeckte frühere Differenzen zwischen friesischen, flämischen oder waterländischen Gemeinden. Den Lammisten schlossen sich bis zum Beginn des 18. Jahrhunderts vor allem Gemeinden in den Städten an. Gesprächen zwischen Lammisten und Sonnisten in den Jahren 1684 und 1685, an denen auch Samuel Apostool teilnahm, führten zu keiner wirklichen Übereinkunft. Erst 1801 vereinigten sich beide Parteien wieder. Doch auch danach noch trugen einige Mennonitenkirchen das Zeichen des Lammes.
Unter den Lammisten wurde 1735 das noch heute bestehende Theologische Seminar der niederländischen Mennoniten gegründet.